# Listă de emisiuni TV speciale de Crăciun
Aceasta este o listă de emisiuni/episoade TV speciale de Crăciun după țară:
Pentru filme TV de Crăciun vedeți și  Listă de filme de Crăciun de televiziune sau direct-pe-video.

## Australia
| Serial                         | Episod                        | An   | Canal          | Descriere |
| ------------------------------ | ----------------------------- | ---- | -------------- | --------- |
| The Adventures of Blinky Bill  | Blinky Bill's White Christmas | 2005 | Seven Network  |           |
| McLeod's Daughters             | Silent Night                  | 2007 | Nine Network   |           |
| Mother and Son                 | Christmas Drinks              | 1985 | ABC Television |           |
| Round the Twist                | Santa Claws                   | 1989 | Seven Network  |           |
| Kath & Kim                     | Da Kath and Kim Code          | 2005 | ABC Television |           |
| Miss Fisher's Murder Mysteries | Murder Under the Mistletoe    | 2013 | ABC Television |           |

## Canada

### Episoade

#### 6teen
| Episod                             | An   | Canal    | Descriere |
| ---------------------------------- | ---- | -------- | --------- |
| Deck the Mall                      | 2004 | Teletoon |           |
| In a Retail Wonderland             | 2005 | Teletoon |           |
| Snow Job                           | 2006 | Teletoon |           |
| How the Rent-a-Cop Stole Christmas | 2007 | Teletoon |           |

#### The Beachcombers
| Episod                                   | An   | Canal | Descriere |
| ---------------------------------------- | ---- | ----- | --------- |
| Here Comes Santa Claus                   | 1974 | CBC   |           |
| In the Still of the Night                | 1975 | CBC   |           |
| The Great Shaman of the North            | 1976 | CBC   |           |
| A Christmas Story                        | 1980 | CBC   |           |
| A Family Christmas                       | 1982 | CBC   |           |
| Without Words                            | 1983 | CBC   |           |
| Stars of Wonder                          | 1987 | CBC   |           |
| A Beachcombers Christmas - reunion movie | 2004 | CBC   |           |

#### Degrassi
| Serial                        | Episod             | An   | Canal | Descriere |
| ----------------------------- | ------------------ | ---- | ----- | --------- |
| Degrassi Junior High          | Season's Greetings | 1988 | CBC   |           |
| Degrassi: The Next Generation | Holiday            | 2003 | CTV   |           |

#### The Forest Rangers
| Episod            | An   | Canal | Descriere |
| ----------------- | ---- | ----- | --------- |
| A Christmas Story | 1963 | CBC   |           |
| Santa McLeod      | 1965 | CBC   |           |

#### The Red Green Show
| Episod                               | An   | Canal | Descriere |
| ------------------------------------ | ---- | ----- | --------- |
| It's a Wonderful Red Green Christmas | 1998 |       |           |
| A Very Merry Red Green Christmas     | 2000 |       |           |
| A Lot Like Christmas                 | 2002 |       |           |
| The Butter Man                       | 2004 |       |           |

#### Total Drama
| Serial                             | Episod                             | An   | Canal    | Descriere |
| ---------------------------------- | ---------------------------------- | ---- | -------- | --------- |
| Total Drama World Tour             | Anything Yukon Do, I Can Do Better | 2010 | Teletoon |           |
| Total Drama World Tour             | Slap Slap Revolution               | 2010 | Teletoon |           |
| Total Drama World Tour             | Sweden Sour                        | 2010 | Teletoon |           |
| Total Drama: Revenge of the Island | Ice Ice Baby                       | 2012 | Teletoon |           |

#### Alte emisiuni canadiene
| Serial                       | Episod                                | An   | Canal                             | Descriere |
| ---------------------------- | ------------------------------------- | ---- | --------------------------------- | --------- |
| Big Wolf on Campus           | Anti-Claus Is Coming To Town          | 2001 | YTV                               |           |
| Corner Gas                   | Merry Gasmas                          | 2005 | CTV                               |           |
| Donkey Kong Country          | The Kongo Bongo Festival of Lights    | 1999 | Teletoon                          |           |
| Due South                    | Gift of the Wheelman                  | 1994 | CTV                               |           |
| Kid vs. Kat                  | Kid vs. Kat vs. Christmas Parts 1 & 2 | 2009 | YTV                               |           |
| King of Kensington           | The Christmas Show                    | 1975 | CBC                               |           |
| Little Mosque on the Prairie | Eid's a Wonderful Life                | 2007 | CBC                               |           |
| Made in Canada               | The Christmas Show                    | 1999 | CBC                               |           |
| Naturally, Sadie             | A Very Sadie Christmas                | 2006 | Family Channel                    |           |
| The Raccoons                 | The Christmas Raccoons                | 1980 | CBC                               |           |
| Life with Derek              | A Very Derekus Christmas              | 2007 | Family Channel                    |           |
| The Latest Buzz              | The Happy Holidays Issue              | 2008 | Family Channel                    |           |
| Road to Avonlea              | Happy Christmas, Miss King            | 1998 | CBC                               |           |
| Slings & Arrows              | Fallow Time                           | 2005 | The Movie Network & Movie Central |           |
| Street Legal                 | I'll Be Home for Christmas            | 1987 | CBC                               |           |
| Student Bodies               | The Christmas Concert                 | 1997 | Global & YTV                      |           |
| Trailer Park Boys            | Dear Santa Claus Go F*ck Yourself     | 2004 | Showcase                          |           |
| Wind at My Back              | A Wind at My Back Christmas           | 2001 | CBC                               |           |

### Speciale
| Title                      | An   | Canal | Descriere |
| -------------------------- | ---- | ----- | --------- |
| A Cosmic Christmas         | 1977 | CBC   |           |
| A Gift To Last             | 1976 | CBC   |           |
| A Russell Peters Christmas | 2011 | CTV   |           |

## Ungaria

### Desene animate
| Title                   | Episod                                   | An   | Canal | Descriere |
| ----------------------- | ---------------------------------------- | ---- | ----- | --------- |
| A nagy ho-ho-ho-horgász | What Gift Did Santa Claus Brought To Us? | 1984 |       |           |
| A nagy ho-ho-ho-horgász | The Christmas Fish                       | 1984 |       |           |
| Frakk, a macskák réme   | What Gift Will Santa Claus Bring to Us?  | 1972 |       |           |
| Pom Pom meséi           | Gombóc Arthur, the Santa Claus           | 1980 |       |           |

### Sitcom
| Title             | Episod                       | An   | Canal | Descriere |
| ----------------- | ---------------------------- | ---- | ----- | --------- |
| Mindenből egy van | Merry Christmas!             | 2011 |       |           |
| Munkaügyek        | Christmas Partner Conference | 2012 |       |           |

### Soap opera
| Title        | Episod            | An   | Canal | Descriere |
| ------------ | ----------------- | ---- | ----- | --------- |
| Barátok közt | Christmas Special | 2005 |       |           |

## Islanda

### Jóladagatal Sjónvarpsins
| Title                  | An   | Canal | Descriere |
| ---------------------- | ---- | ----- | --------- |
| Á baðkari til Betlehem | 1990 |       |           |
| Stjörnustrákur         | 1991 |       |           |
| Tveir á báti           | 1992 |       |           |
| Jól á leið til jarðar  | 1994 |       |           |
| Hvar er Völundur?      | 1996 |       |           |
| Klængur sniðugi        | 1997 |       |           |
| Töfrakúlan             | 2005 |       |           |
| Jólaævintýri Dýrmundar | 2008 |       |           |

### Alte emisiuni islandeze
| Title    | Episod                    | An   | Canal | Descriere |
| -------- | ------------------------- | ---- | ----- | --------- |
| LazyTown | LazyTown's Surprise Santa | 2004 |       |           |

## Irlanda

### The Podge and Rodge Show
| Episod                            | An   | Canal   | Descriere |
| --------------------------------- | ---- | ------- | --------- |
| A Frightmare before Christmas     | 2006 | RTÉ Two |           |
| Podge and Rodge's Christmas Craic | 2008 | RTÉ Two |           |
| Late Night Lock Inn               | 2009 | RTÉ Two |           |

### Alte emisiuni irlandeze
| Title                        | Episod                                | An   | Canal   | Descriere |
| ---------------------------- | ------------------------------------- | ---- | ------- | --------- |
| Deal or No Deal              | Deal or No Deal Christmas special     | 2009 | TV3     |           |
| Father Ted                   | A Christmassy Ted                     | 1996 | Canal 4 |           |
| Maeve Higgins' Fancy Vittles | Maeve Higgins' Yuletide Fancy Vittles | 2009 | RTÉ Two |           |
| Hardy Bucks                  | Hardy Bucks Christmas special         | 2010 | RTÉ     |           |
| Republic of Telly            | Republic of Telly Christmas special   | 2010 | RTÉ Two |           |

## Japonia
- Astro Boy: The Light Ray Robot (1980)
- Bobobo-bo Bo-bobo: Let's Get Wiggy With It (2005)
- Digimon: Digital Monsters A Very Digi Christmas (2001)
- Flint the Time Detective: Cavemen's Christmasv (1998)
- Love Hina: Love Hina Christmas Special - Silent Eve (2000)
- Hamtaro: A Ham-Ham Christmas
- Ranma 1/2: Tendo Family Christmas Scramble
- Sgt. Frog: The Space Frog Who Stole Christmas!
- Cyborg 009: Christmas Eve Mirage

### Pokémon
- Holiday Hi-Jynx
- Pikachu's Winter Vacations: Christmas Night (1999)
- Pikachu's Winter Vacations: Stantler's Little Helpers (2000)
- Pikachu's Winter Vacations: Delibird's Dilemma (2001)
- Pikachu's Winter Vacations: Snorlax Snowman (2001)

## Norvegia

### Seriale

#### NRK
- 1970: Barnas førjulskalender 1970
- 1979: Jul i Skomakergata
- 1981: Jul i Skomakergata
- 1984: Jul i Skomakergata
- 1986: Teodors julekalender
- 1987: Portveiens julekalender
- 1988: Jul i Skomakergata
- 1989: Vertshuset den gyldne hale
- 1990: Portveiens julekalender
- 1991: Teodors julekalender
- 1992: Jul på Sesam stasjon
- 1993: Jul i Skomakergata
- 1994: Vertshuset den gyldne hale
- 1995: Amalies jul
- 1996: Jul på Sesam stasjon
- 1997: Amalies jul
- 1998: Jul i Skomakergata
- 1999: Jul i Blåfjell
- 2000: Amalies jul
- 2001: Jul i Blåfjell
- 2002: Jul på Månetoppen
- 2003: Jul i Skomakergata
- 2004: Jul i Blåfjell
- 2005: Jul på Månetoppen
- 2006: Jul i Svingen
- 2007: Barnas Superjul med Willys jul
- 2008: Jul i Blåfjell
- 2009: Jul i Svingen
- 2010: Jul på Månetoppen / Pagten [1]

#### TV 2
- 1994: The Julekalender
- 1995: Julefergå
- 1996: The Julekalender
- 1998: Julefergå
- 2000: Vazelina Hjulkalender
- 2001: Olsenbandens første kupp
- 2002: Vazelina Hjulkalender
- 2003: The Julekalender
- 2004: Olsenbandens første kupp
- 2005: Vazelina hjulkalender
- 2006: Jul i Valhall
- 2007: Olsenbandens første kupp
- 2008: The Julekalender
- 2009: Vazelina Hjulkalender
- 2010: Olsenbanden Jr's Første Kupp

#### TVNorge
- 2001: Nissene på låven
- 2003: Nissene på låven
- 2004: Ungkarsnissen
- 2005: Nissene på låven
- 2006: Jul i Tøyengata
- 2007: Nissene på låven
- 2009: Jul i Tøyengata
- 2010: Den unge Fleksnes (På MAX sendes Nissene på låven)
- 2011: "Nissene over skog og hei"
- 2012: Nissene på låven

#### TV3
- 2005: Tjuefjerde

## Suedia
- SVT's Christmas calendar, a new Serial every An since 1960, broadcast daily on 1–24 December
- From All of Us to All of You (Kalle Anka och hans vänner önskar god jul)
- Sagan om Karl-Bertil Jonssons julafton (Christopher's Christmas Mission) (1975)
- Svensson, Svensson Christmas Special (Svensson firar jul) (sesonul 1 Episod 7)

## Alte țări
- Living with Lydia: Merry Christmas Lydia (2004) - Singapore
- Pucca: Pucca Claus Part 1: 'Tis the season for REVENGE!/Pucca Claus Part 2: Northern Lights Out/Pucca Claus Part 3: Secret Santa (2006) - Coreea de Sud